# Godorf
Godorf är en stadsdel i Köln som ligger i stadsdelsområdet Rodenkirchen. Det bodde 2 357 personer i stadsdelen den 31 december 2007. Motorvägen A555 passerar förbi Godorf.